# 野口昭博
野口 昭博（のぐち あきひろ 1935年 - 1975年）は、日本の国会議員秘書。

## 経歴
群馬県出身。1955年、群馬県青年団連合会長に就任。当時、青年団という組織は非常に力があり、野口はその手腕を発揮して政治活動を展開した。1963年の衆議院議員選挙に際し、当時早稲田大学大学院の学生だった小渕恵三を担ぎ出し、猛烈な運動の末、当選させた。後に小渕の最初の秘書として活動した。強烈なキャラクターを持つ人物として知られ、地盤が弱かった小渕の選挙戦には欠かせぬ人材として小渕を支えたが、40歳のとき脳卒中により急死。葬儀委員長は小渕が務めた。2000年に小渕が死去し、群馬県による県民葬が営まれた際、それを報じた地元の上毛新聞に野口未亡人のインタビューが掲載された。